# 東亜建設技術
東亜建設技術株式会社（とうあけんせつぎじゅつ）は、福岡県福岡市西区に本社を置く、九州一円を基盤とする総合建設コンサルタント会社である。
測量業をメインとして創立。以来、地図印刷部門、模型工芸部門、航空測量部門、情報処理部門、GIS開発部門、マルチメディア部門を設置し、独立系建設コンサルタントとして、九州一円に経営基盤をおいて現在に至る。

## 沿革
- 1954年6月9日 - 有限会社東亜測量社として創業。
- 1958年 - 東亜測量株式会社と改組。
- 1988年 - 東亜建設技術株式会社へ社名変更。
- 2000年 - 全社的にISO 9001を認証取得。
- 2003年 - 本社を福岡市中央区より西区へ移転。
- 2007年 - 情報部門でISMSを認証取得。

## 事業沿革
- 1954年 - 測量部門、地図制作部門より創業を開始。
- 1956年 - 地図印刷部門、模型・工芸部門を設立。
- 1967年 - 航空測量部門を設立。
- 1980年 - 情報処理部門を設立。
- 1984年 - 補償コンサルタント部門を設立。
- 1987年 - 建設コンサル部門、GIS開発部門を設立。
- 1991年 - 鹿児島営業所を開設。
- 1992年 - 北九州営業所を開設。
- 1993年 - マルチメディア制作部門を設立。熊本営業所、佐賀営業所を開設。
- 1997年 - 大分営業所を開設。
- 1998年 - 宮崎営業所を開設。
- 2001年 - 鹿児島営業所を鹿児島支社へ変更。
- 2007年 - イノベーション事業部を設立。
- 2008年 - 技術推進室を設置。
- 2010年 - 技術推進室から技術推進部へ。
- 2012年 - 東京支社、東北支社を開設。

## 事業目的
- 希望をもって生きることのできる社会環境の創造

## 企業理念（概要）
- まちづくりのコーディネーターとして高度な技術と誠実な心をもって地域社会の発展に貢献し、同時に会社の健全な発展と社員の生活向上を図ります。

## 事業内容
コンサルタント部門
- 測量調査 - 基準点測量　GPS測量　地形測量　路線測量　水準測量  用地測量　地籍測量　深浅測量　区画整理測量　地質調査  用地補償調査
- 土地調査 - 土地評価　物件　機械工作物営業補償・特殊補償  事業損失　補償関連　用地補償説明業務　用地関連データ整備
- 計画設計 - 土木施設 (道路　橋梁　河川構造物　上下水道　造成　農業)　都市計画　地域計画　交通計画　防災計画　都市再開発　建築
- 環境調査　環境アセスメント

地理情報部門
- 画像計測 - 航空写真測量　デジタルマッピング
- 情報システム - 統合型GIS　都市計画支援　道路管理　河川管理　上下水道管理
- 建築審査支援　固定資産評価支援　税務支援　農業支援　林業支援
- 公園管理　港湾管理　森林管理
- 三次元GIS - 道路　河川　砂防　環境　森林　都市　景観シミュレーション
- メディア - 地図印刷　パンフレット　HP作成　地形模型　映像製作